# Matsumoku Kōgyō
Matsumoku Kōgyō K.K. (jap. マツモク工業株式会社, Matsumoku Kōgyō kabushiki-gaisha, dt. „Kiefernholzindustrie“, engl. Matsumoku Industrial) war ein japanischer holzverarbeitender Betrieb in Matsumoto, Präfektur Nagano, der von 1951 bis 1987 existierte. Die von Uncle Matt hergestellten Gitarren sind für ihr teilweise recht hohes Qualitätsniveau bekannt.

## Geschichte
Matsumoku Kōgyō wurde 1951 gegründet, um für The Singer Company Nähmaschinengehäuse zu bauen. Zum Produktportfolio zählten aber auch bald Gehäuse für Fernseher und Radios sowie Schränke aus Holz für Fernsehhersteller. Bekannt wurde Matsumoko aber durch die Produktion klassischer Gitarren, Stahlsaitenakustikgitarren, Violinen und Archtop-Gitarren nach dem Vorbild von Höfner, Framus und Gibson.
Matsumoku produzierte komplette Gitarren oder Teile von E-Gitarren, Jazzgitarren und Bässen z. B. für Guyatone, Hoshino Gakki, Vantage, Electra, Westbury, Ibanez und deren Tochterfirmen oder Washburn Guitars. Mit Epiphone, Westone und Aria bestand ebenfalls über Jahrzehnte eine enge Zusammenarbeit.
Nachdem Singer, das Anteile an Matsumoku hielt, in finanzielle Schieflage geraten war, wurde Matsumoku Industrial im Februar 1987 geschlossen und aufgelöst. Matsumoku produzierte und kooperierte auch mit dem Instrumentenhersteller Fujigen, der ebenfalls in Matsumoto ansässig ist.

Gitarren gebaut von Matsumoku
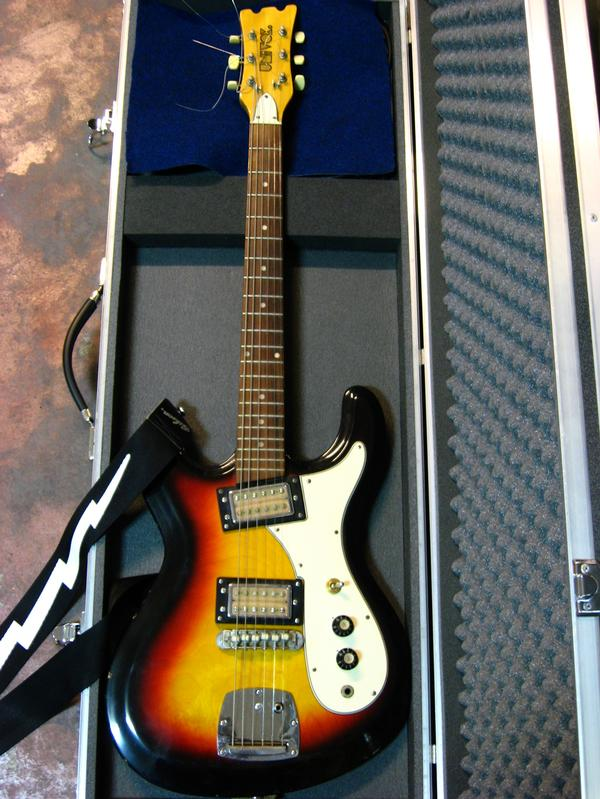
Univox Hi-flier (phase 3)
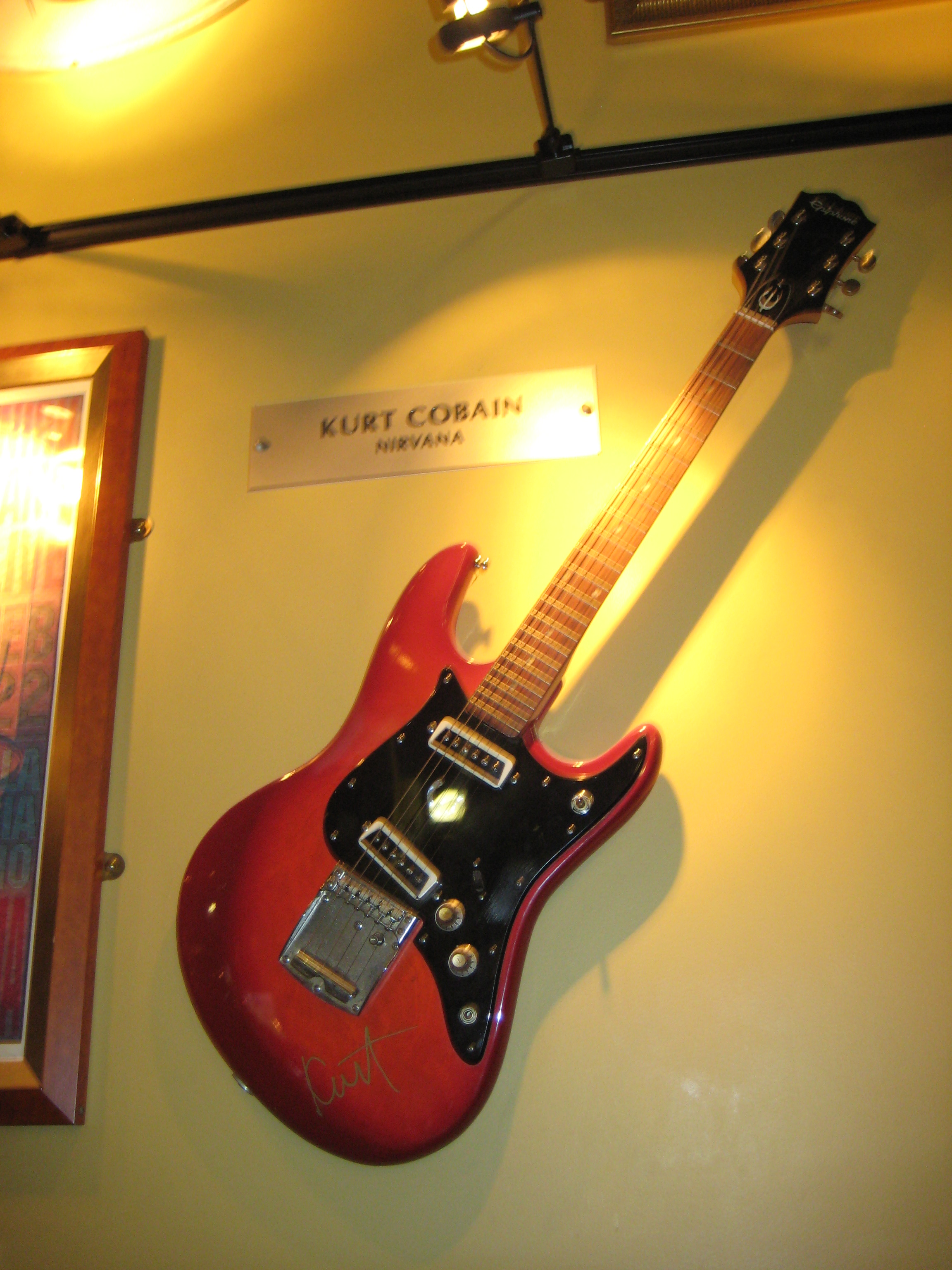
Epiphone ET-270T
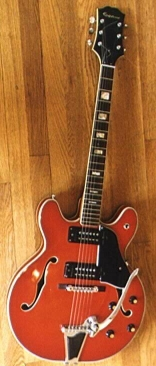
Epiphone 5102T
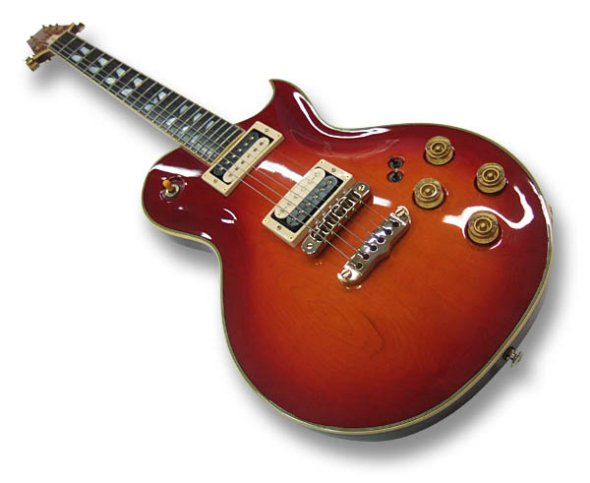
Aria Pro II PE-R100
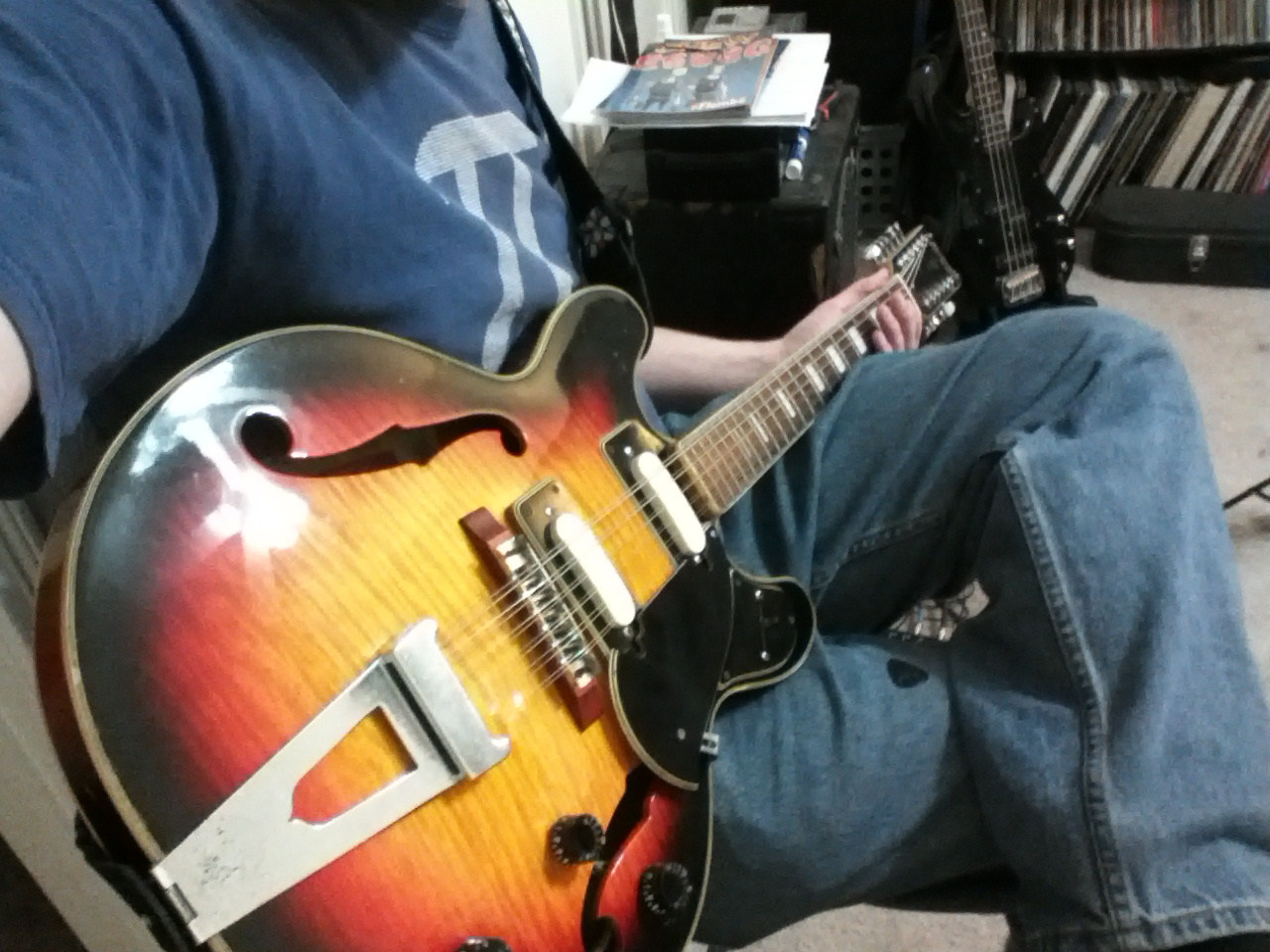
ES330 Thinline Hollowbody Modell
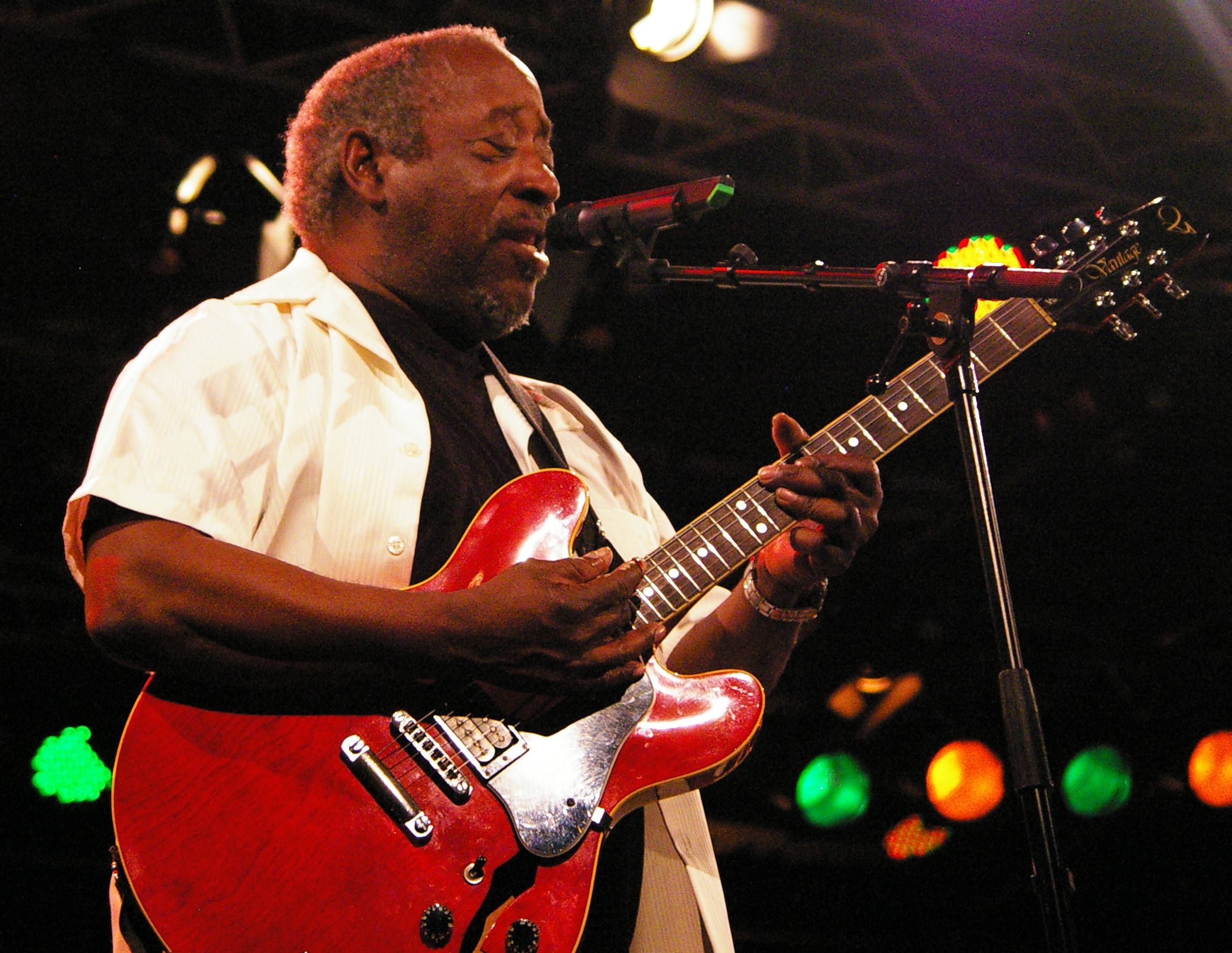
Vantage gespielt von Albert White
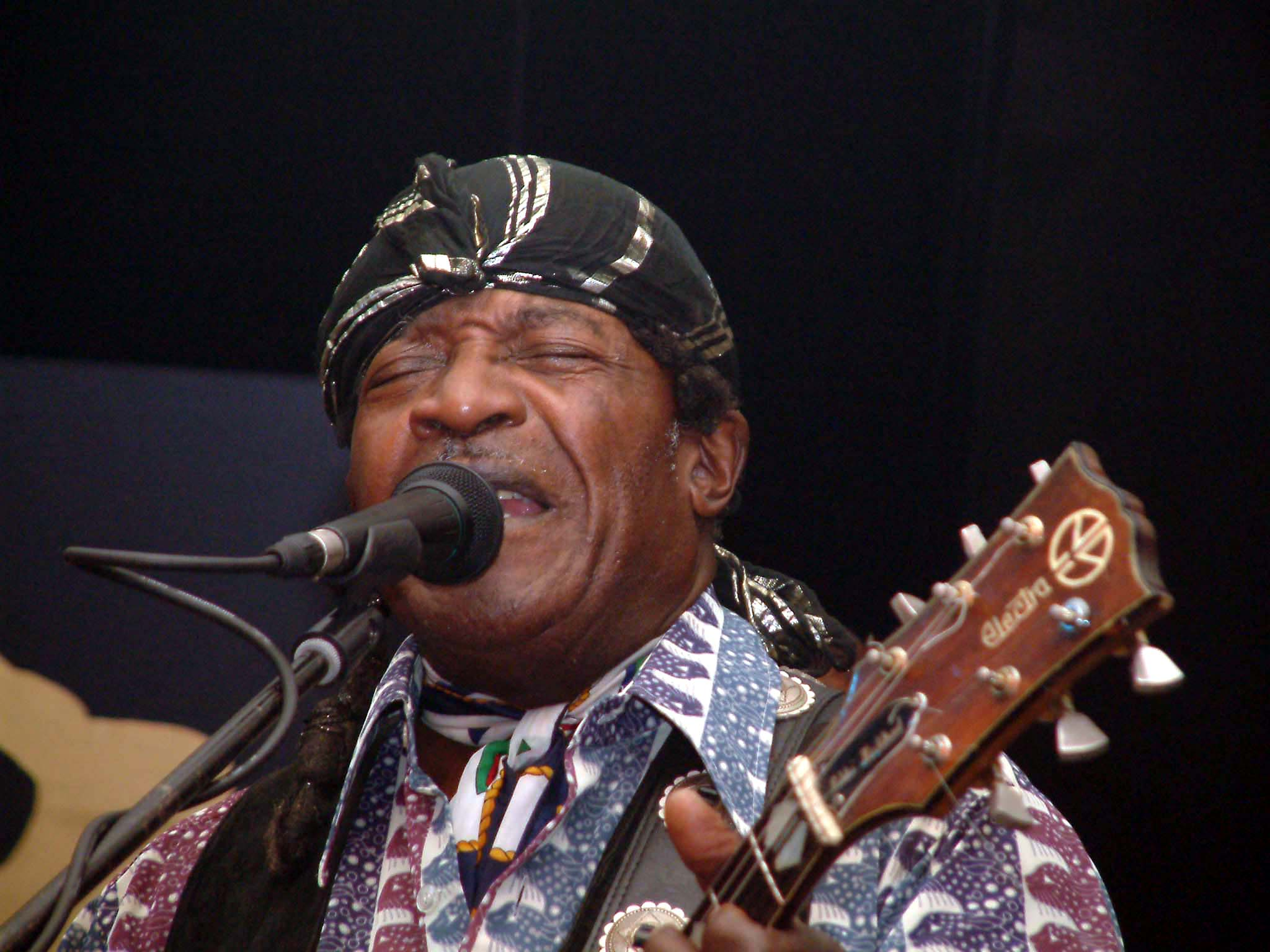
Electra gespielt von Eddie Kirkland